# Pachycephala chlorura
El silbador melanesio (Pachycephala chlorura) es una especie de ave paseriforme de la familia Pachycephalidae propia del sur de Melanesia. Se encuentra en las islas de la Lealtad y Vanuatu.

## Taxonomía
Hasta 2014, el silbador melanesio fue considerado conespecífico del silbador de Nueva Caledonia. Anteriormente también fue considerado una subespecie del silbador dorado.
Se reconocen cuatro subespecies:
- P. c. intacta - Sharpe, 1900: se encuentra en las islas Banks y otras islas del norte y centro de Vanuatu;
- P. c. cucullata - (Gray, G.R., 1860): se encuentra únicamente en la isla Anatom (en el sur de Vanuatu);
- P. c. chlorura - Gray, G.R., 1860: localiaza en la isla Erromango (en el sur de Vanuatu);
- P. c. littayei - Layard, EL, 1878: se encuentra en las islas de la Lealtad.

## Descripción
Es una especie de silbador de tamaño medio, con una media de 14-16 cm de longitud y un peso de entre 18 y 25 g, aunque algunas subespecies son más grandes. El macho de la subespecie nominal tiene la cabeza de color negruzco, con la garganta blanca y una banda negra enmercándola. El resto de partes inferiores son de color ocre amarillento, al igual que su obispillo, mientras que su espalda y alas son de color verde oliváceo. Sus patas son pardas. Los machos de las demás subespecies comparten la garganta blanca, pero sus partes inferiores son menos amarillentas, y según las subespecies, pueden tener la banda negra del pecho más o menos ancha, y la cabeza negra o olivácea.
La hembra de la subespecie nominal es de plumaje más discreto que el macho, con las partes inferiores y el obispillo antados, sin línea oscura entre la garganta y pecho, y la cabeza, espalda y alas de color pardo oliváceo. Las patas son de color marrón más claro que las del macho. Las hembras de las demás subespecies tienen las partes inferiores amarillas, y la garganta parduzca u olivácea.

## Distribución y hábitat
Se encuentra en islas de la Lealtad y Vanuatu. Es una especie sedentaria que habita en bosques húmedos, incluidos los bosques degradados y los límites del bossque, desde el nivel del mar hasta los 900 metros de altitud. Son relativamente abundantes en los hábitats disponibles, especialmente por debajo de los 300 m s. n. m.

## Comportamiento
El silbador melanesio se alimenta principalmente de insectos, también come caracoles y semillas. Busca alimento entre el follaje de los árboles y arbutos, en las ramas.
Construye un nido un nido de palitos y telas de araña, de unos 6 cm de diámetro, suspendido de una rama pequeña. Suele poner dos huevos blancos con motas pardas, que incuban ambos progenitores.